# Karel Vandeweghe
Karel Vandeweghe (Beernem, 15 maart 1955) is een Belgische danser.
Hij kreeg zijn opleiding aan het Brussels Conservatorium als ook bij het Ballet van de XXste Eeuw. Vanaf 1975 danste hij ook bij dat gezelschap. Hij danste voort bij het Israël Ballet in Tel Aviv, het Hamburg Staatsoper Ballett  en als solist bij het Koninklijk Ballet van Vlaanderen. Met name in de jaren negentig was hij regelmatig op de Nederlands podia te vinden bij bijvoorbeeld het Nederlands Dans Theater. Soms had hij daarbij zijn eigen choreografie ontworpen.
In de 21ste eeuw is hij voornamelijk bekend als choreograaf en jurylid bij danswedstrijden.